# AZS Olsztyn w sezonie 2010/2011

## Transfery

### Przyszli
| Imię i nazwisko     | Poprzedni klub                                    |
| ------------------- | ------------------------------------------------- |
| Kert Toobal         | FL Saint-Quentin                                  |
| Samuel Tuia         | AS Cannes                                         |
| Marcin Mierzejewski | ZAKSA Kędzierzyn-Koźle                            |
| Piotr Hain          | SMS PZPS Spała / AZS Delic-Pol Norwid Częstochowa |
| Wojciech Włodarczyk | AZS Politechnika Warszawska                       |
| Wojciech Ferens     | SMS PZPS Spała / Czarni Radom                     |
| Marcel Gromadowski  | Paris Volley                                      |
| Vladimir Čedić      | Radnički Kragujevac                               |
| w trakcie sezonu    |                                                   |
| Axel Jacobsen       | Top Team Mantova Volley                           |

### Odeszli
| Imię i nazwisko             | Lata gry w klubie       | Nowy klub                  |
| --------------------------- | ----------------------- | -------------------------- |
| Jakub Oczko                 | 2008 - 2010             | AZS Częstochowa            |
| Krzysztof Andrzejewski      | 2008 - 2010             | Delecta Bydgoszcz          |
| Paulo Anchieta Veloso Pinto | 2009 - 2010             | Eurotec Volley Gela        |
| Maciej Kusaj                | 2009 - 2010             | BBTS Bielsko-Biała         |
| Tomasz Józefacki            | 2008 - 2010             | Resovia                    |
| Tomasz Stańczuk             | 2007 - 2010             | Pekpol Ostrołęka           |
| Artur Jacyszyn              | 2007 - 2010             | Pekpol Ostrołęka           |
| Marcelo Hargreaves          | 2009 - 2010             | Londrina/Sercomtel Vôlei   |
| Tomasz Kowalczyk            | ???? - 2004 2008 - 2010 | koniec kariery zawodniczej |
| w trakcie sezonu            |                         |                            |
| Vladimir Čedić              | 2010 - 2011             | brak klubu                 |

## Drużyna

### Sztab
| Pierwszy trener                 | Mariusz Sordyl (do 22 listopada 2010)        |
| Pierwszy trener                 | Gheorghe Crețu (od 23 listopada 2010)        |
| Drugi trener                    | Leszek Urbanowicz (do 22 listopada 2010)     |
| Drugi trener                    | Daniele Mario Capriotti (od 15 grudnia 2010) |
| Kierownik drużyny               | Leszek Urbanowicz                            |
| Trener przygotowania fizycznego | Ryszard Biernat (do 22 listopada 2010)       |
| Trener przygotowania fizycznego | Mirko Fassini (od 23 listopada 2010)         |
| Masażysta                       | Artur Zborowski                              |
| Lekarz klubowy                  | Wojciech Remiszewski                         |
| Statystyk                       | Kamil Sołoducha                              |

### Zawodnicy
| Nr | Imię i nazwisko     | Data urodzenia            | Wzrost | Pozycja      | Uwagi                           |
| -- | ------------------- | ------------------------- | ------ | ------------ | ------------------------------- |
| 2  | Samuel Tuia         | 24 lipca 1986(dts)        | 195 cm | przyjmujący  | –                               |
| 4  | Kert Toobal         | 3 czerwca 1979(dts)       | 190 cm | rozgrywający | –                               |
| 5  | Tomasz Tomczyk      | 24 maja 1986(dts)         | 203 cm | przyjmujący  | –                               |
| 6  | Wojciech Ferens     | 5 kwietnia 1991(dts)      | 194 cm | przyjmujący  | występował także w Młodej Lidze |
| 8  | Axel Jacobsen       | 10 lipca 1984(dts)        | 196 cm | rozgrywający | od 30 grudnia 2010              |
| 9  | Wojciech Włodarczyk | 28 października 1990(dts) | 200 cm | rozgrywający | występował także w Młodej Lidze |
| 10 | Dawid Gunia         | 1 stycznia 1987(dts)      | 203 cm | środkowy     | –                               |
| 11 | Marcel Gromadowski  | 19 grudnia 1985(dts)      | 202 cm | atakujący    | –                               |
| 12 | Vladimir Čedić      | 6 października 1987(dts)  | 202 cm | środkowy     | do 19 lutego 2011               |
| 13 | Marcin Mierzejewski | 4 stycznia 1982(dts)      | 182 cm | libero       | –                               |
| 14 | Paweł Siezieniewski | 27 grudnia 1981(dts)      | 199 cm | przyjmujący  | –                               |
| 15 | Wojciech Winnik     | 5 października 1984(dts)  | 194 cm | atakujący    | –                               |
| 16 | Piotr Hain          | 26 lutego 1991(dts)       | 207 cm | środkowy     | występował także w Młodej Lidze |

## Mecze w PlusLidze

### Faza zasadnicza
| 23 października 2010 | ZAKSA Kędzierzyn-Koźle     | 3:0 (25:14, 25:23, 25:17)     | Indykpol AZS UWM Olsztyn | Hala Azoty, Kędzierzyn-Koźle                           |  |
| 14:45                | Sebastian Świderski 15 pkt | statystyki raport konferencja | Samuel Tuia 10 pkt       | Widzów: 2500 Sędziowie: Wojciech Maroszek i Piotr Król |  |

| 27 października 2010 | Indykpol AZS UWM Olsztyn  | 3:2 (25:22, 23:25, 25:21, 19:25, 15:13) | Tytan AZS Częstochowa        | Hala Urania, Olsztyn                                     |  |
| 18:00                | Marcel Gromadowski 23 pkt | statystyki raport konferencja           | Krzysztof Gierczyński 25 pkt | Widzów: 2500 Sędziowie: Maciej Twardowski i Janusz Soból |  |

| 31 października 2010 | Delecta Bydgoszcz    | 3:0 (25:20, 31:29, 30:28)     | Indykpol AZS UWM Olsztyn | Hala Łuczniczka, Bydgoszcz                                     |  |
| 14:45                | Antti Siltala 19 pkt | statystyki raport konferencja | Samuel Tuia 17 pkt       | Widzów: 1300 Sędziowie: Wojciech Kasprzyk i Waldemar Niemczura |  |

| 3 listopada 2010 | Fart Kielce          | 3:1 (20:25, 25:21, 25:23, 25:20) | Indykpol AZS UWM Olsztyn | Hala Legionów, Kielce                                |  |
| 18:00            | Xavier Kapfer 18 pkt | statystyki raport konferencja    | Samuel Tuia 13 pkt       | Widzów: 2000 Sędziowie: Marcin Herbik i Tomasz Janik |  |

| 6 listopada 2010 | Indykpol AZS UWM Olsztyn  | 3:1 (23:25, 25:14, 25:17, 25:21) | Pamapol Siatkarz Wieluń | Hala Urania, Olsztyn                                    |  |
| 17:00            | Marcel Gromadowski 19 pkt | statystyki raport konferencja    | Serhij Kapełuś 17 pkt   | Widzów: 2000 Sędziowie: Mariusz Gadzina i Robert Dworak |  |

| 10 listopada 2010 | AZS Politechnika Warszawska | 3:0 (26:24, 25:22, 25:22)     | Indykpol AZS UWM Olsztyn  | Arena Ursynów, Warszawa                                      |  |
| 19:00             | Michał Kubiak 15 pkt        | statystyki raport konferencja | Marcel Gromadowski 12 pkt | Widzów: 2000 Sędziowie: Grzegorz Jacyna i Maciej Maciejewski |  |

| 13 listopada 2010 | Indykpol AZS UWM Olsztyn | 0:3 (13:25, 12:25, 23:25)     | PGE Skra Bełchatów   | Hala Urania, Olsztyn                                     |  |
| 14:45             | Marcel Gromadowski 8 pkt | statystyki raport konferencja | Bartosz Kurek 18 pkt | Widzów: 2400 Sędziowie: Tomasz Janik i Maciej Twardowski |  |

| 19 listopada 2010 | Jastrzębski Węgiel     | 3:1 (25:14, 22:25, 25:20, 25:17) | Indykpol AZS UWM Olsztyn  | Hala KWK Borynia, Jastrzębie-Zdrój                     |  |
| 18:00             | Mitja Gasparini 19 pkt | statystyki raport konferencja    | Marcel Gromadowski 16 pkt | Widzów: 800 Sędziowie: Mariusz Gadzina i Robert Dworak |  |

| 28 listopada 2010 | Indykpol AZS UWM Olsztyn  | 0:3 (23:25, 20:25, 22:25) | Asseco Resovia Rzeszów  | Hala Urania, Olsztyn                              |  |
| 17:00             | Marcel Gromadowski 16 pkt | statystyki raport         | Tomasz Józefacki 14 pkt | Widzów: 1800 Sędziowie: Jacek Sęk i Marcin Herbik |  |

| 1 grudnia 2010 | Indykpol AZS UWM Olsztyn  | 2:3 (29:27, 21:25, 19:25, 25:15, 8:15) | ZAKSA Kędzierzyn-Koźle | Hala Urania, Olsztyn                                  |  |
| 18:00          | Marcel Gromadowski 23 pkt | statystyki raport konferencja          | Jakub Jarosz 23 pkt    | Widzów: 1200 Sędziowie: Jacek Hojka i Grzegorz Jacyna |  |

| 4 grudnia 2010 | Tytan AZS Częstochowa   | 3:0 (28:26, 25:20, 25:17)     | Indykpol AZS UWM Olsztyn                             | Hala Polonia, Częstochowa                               |  |
| 17:00          | Bartosz Janeczek 15 pkt | statystyki raport konferencja | Marcel Gromadowski 16 pkt Paweł Siezieniewski 16 pkt | Widzów: 1600 Sędziowie: Marcin Herbik i Mariusz Gadzina |  |

| 11 grudnia 2010 | Indykpol AZS UWM Olsztyn  | 2:3 (25:16, 21:25, 23:25, 25:23, 18:20) | Delecta Bydgoszcz     | Hala Urania, Olsztyn                                 |  |
| 17:00           | Marcel Gromadowski 34 pkt | statystyki raport                       | Dawid Konarski 25 pkt | Widzów: 2000 Sędziowie: Tomasz Janik i Marcin Herbik |  |

| 17 grudnia 2010 | Indykpol AZS UWM Olsztyn   | 0:3 (21:25, 29:31, 27:29)     | Fart Kielce          | Hala Urania, Olsztyn                                      |  |
| 20:00           | Paweł Siezieniewski 16 pkt | statystyki raport konferencja | Xavier Kapfer 26 pkt | Widzów: 1400 Sędziowie: Piotr Król i Krzysztof Szmydyński |  |

| 29 grudnia 2010 | Pamapol Wielton Wieluń | 2:3 (25:20, 20:25, 25:20, 23:25, 13:15) | Indykpol AZS UWM Olsztyn  | Hala WOSiR, Wieluń                                             |  |
| 18:00           | Maciej Zajder 21 pkt   | statystyki raport konferencja           | Marcel Gromadowski 23 pkt | Widzów: 1000 Sędziowie: Maciej Twardowski i Sylwester Strzylak |  |

| 8 stycznia 2011 | Indykpol AZS UWM Olsztyn  | 3:2 (17:25, 25:16, 30:28, 20:25, 15:12) | AZS Politechnika Warszawska | Hala Urania, Olsztyn                                           |  |
| 17:00           | Marcel Gromadowski 24 pkt | statystyki raport                       | Zbigniew Bartman 20 pkt     | Widzów: 1900 Sędziowie: Krzysztof Szmydyński i Grzegorz Jacyna |  |

| 15 stycznia 2011 | PGE Skra Bełchatów   | 3:0 (25:19, 25:19, 25:22)     | Indykpol AZS UWM Olsztyn  | Hala Energia, Bełchatów                          |  |
| 16:00            | Jakub Novotný 12 pkt | statystyki raport konferencja | Marcel Gromadowski 18 pkt | Sędziowie: Wojciech Maroszek i Wojciech Kasprzyk |  |

| 18 stycznia 2011 | Indykpol AZS UWM Olsztyn  | 2:3 (25:22, 25:16, 25:27, 23:25, 14:16) | Jastrzębski Węgiel     | Hala Urania, Olsztyn                             |  |
| 18:00            | Marcel Gromadowski 26 pkt | statystyki raport konferencja           | Mitja Gasparini 21 pkt | Widzów: 1700 Sędziowie: Janusz Soból i Jacek Sęk |  |

| 26 stycznia 2011 | Asseco Resovia Rzeszów | 3:0 (25:19, 27:25, 25:18)     | Indykpol AZS UWM Olsztyn  | Hala Podpromie, Rzeszów                           |  |
| 18:00            | Olieg Achrem 14 pkt    | statystyki raport konferencja | Marcel Gromadowski 11 pkt | Widzów: 3800 Sędziowie: Janusz Soból i Piotr Król |  |

### Druga faza (o miejsca 7-10)
| 29 stycznia 2011 | Jastrzębski Węgiel     | 3:2 (25:22, 25:17, 23:25, 19:25, 15:8) | Indykpol AZS UWM Olsztyn  | Hala KWK Borynia, Jastrzębie-Zdrój              |  |
| 17:00            | Mitja Gasparini 17 pkt | statystyki raport konferencja          | Marcel Gromadowski 24 pkt | Widzów: 150 Sędziowie: Janusz Soból i Jacek Sęk |  |

| 7 lutego 2011 | Indykpol AZS UWM Olsztyn | 2:3 (25:21, 25:22, 29:31, 20:25, 10:15) | Pamapol Wielton Wieluń | Hala Urania, Olsztyn                                           |  |
| 18:00         | Samuel Tuia 23 pkt       | statystyki raport konferencja           | Serhij Kapełuś 24 pkt  | Widzów: 1500 Sędziowie: Waldemar Niemczura i Wojciech Kasprzyk |  |

| 12 lutego 2011 | Fart Kielce         | 0:3 (18:25, 19:25, 20:25)     | Indykpol AZS UWM Olsztyn  | Hala Legionów, Kielce                                     |  |
| 18:00          | Xavier Kapfer 9 pkt | statystyki raport konferencja | Marcel Gromadowski 17 pkt | Widzów: 2000 Sędziowie: Sylwester Strzylak i Janusz Soból |  |

| 19 lutego 2011 | Indykpol AZS UWM Olsztyn   | 1:3 (17:25, 29:27, 21:25, 14:25) | Jastrzębski Węgiel | Hala Urania, Olsztyn                                           |  |
| 17:00          | Paweł Siezieniewski 13 pkt | statystyki raport konferencja    | Igor Yudin 18 pkt  | Widzów: 2000 Sędziowie: Maciej Twardowski i Sylwester Strzylak |  |

| 26 lutego 2011 | Pamapol Wielton Wieluń | 3:2 (22:25, 25:22, 25:23, 19:25, 21:19) | Indykpol AZS UWM Olsztyn  | Hala WOSiR, Wieluń                                    |  |
| 18:00          | Serhij Kapełuś 23 pkt  | statystyki raport konferencja           | Marcel Gromadowski 24 pkt | Widzów: 1300 Sędziowie: Katarzyna Sokół i Jacek Hojka |  |

| 5 marca 2011 | Indykpol AZS UWM Olsztyn | 1:3 (17:25, 25:23, 19:25, 25:27) | Fart Kielce                | Hala Urania, Olsztyn                                           |  |
| 17:00        | Samuel Tuia 13 pkt       | statystyki raport                | Sławomir Jungiewicz 22 pkt | Widzów: 1200 Sędziowie: Wojciech Kasprzyk i Waldemar Niemczura |  |

### Faza playoff - półfinał o miejsca 7-10 (do 3 zwycięstw)
| 12 marca 2011 | Fart Kielce          | 3:2 (27:29, 25:22, 25:20, 20:25, 15:12) | Indykpol AZS UWM Olsztyn  | Hala Legionów, Kielce                                          |  |
| 18:00         | Xavier Kapfer 20 pkt | statystyki raport konferencja           | Marcel Gromadowski 34 pkt | Widzów: 2300 Sędziowie: Waldemar Niemczura i Wojciech Kasprzyk |  |

| 19 marca 2011 | Indykpol AZS UWM Olsztyn | 3:2 (14:25, 25:21, 26:24, 22:25, 15:11) | Fart Kielce            | Hala Urania, Olsztyn                             |  |
| 18:00         | Samuel Tuia 22 pkt       | statystyki raport                       | Ludovic Castard 26 pkt | Widzów: 1500 Sędziowie: Piotr Król i Jacek Hojka |  |

| 26 marca 2011 | Fart Kielce            | 1:3 (19:25, 25:21, 21:25, 32:34) | Indykpol AZS UWM Olsztyn  | Hala Legionów, Kielce                                 |  |
| 18:00         | Ludovic Castard 33 pkt | statystyki raport konferencja    | Marcel Gromadowski 27 pkt | Widzów: 3000 Sędziowie: Piotr Dudek i Mariusz Gadzina |  |

| 4 kwietnia 2011 | Indykpol AZS UWM Olsztyn   | 3:2 (20:25, 23:25, 25:19, 25:23, 15:11) | Fart Kielce            | Hala Urania, Olsztyn                                           |  |
| 18:00           | Paweł Siezieniewski 15 pkt | statystyki raport konferencja           | Ludovic Castard 24 pkt | Widzów: 2300 Sędziowie: Wojciech Maroszek i Waldemar Niemczura |  |

### Wyjściowe ustawienia i zmiany

#### W fazie zasadniczej
| Nr | Imię i nazwisko     | 1    | 2    | 3    | 4    | 5    | 6    | 7    | 8    | 9    | 10   | 11   | 12   | 13   | 14   | 15   | 16   | 17   | 18   |
| -- | ------------------- | ---- | ---- | ---- | ---- | ---- | ---- | ---- | ---- | ---- | ---- | ---- | ---- | ---- | ---- | ---- | ---- | ---- | ---- |
| 2  | Samuel Tuia         | 2 !  | 3 !  | 2 !  | 2 !  | 5 !  | 6 !  | 6 !  | 4 !  | 4 !  | 2 !  | 4 !  | 3 !  | 1 !  | 3 !  | 4 !  | ZZ ! | 3 !  | 3 !  |
| 4  | Kert Toobal         | 1 !  | 2 !  | 1 !  | 1 !  | 1 !  | 2 !  | 2 !  | 3 !  | 6 !  | 4 !  | 6 !  | 5 !  | 3 !  | 5 !  | 6 !  | 5 !  | 5 !  | 5 !  |
| 5  | Tomasz Tomczyk      | Z !  | ZZ ! | Z !  | Z !  | ZZ ! | ZZ ! | Z !  | 1 !  | Z !  | Z !  | Z !  | Z !  | Z !  | ZZ ! | ZZ ! | Z !  | ZZ ! | Z !  |
| 6  | Wojciech Ferens     | Z !  | Z !  | Z !  | Z !  | ZZ ! | Z !  | Z !  | Z !  | ZZ ! | ZZ ! | Z !  | ZZ ! | ZZ ! | ZZ ! | ZZ ! | 3 !  | ZZ ! | ZZ ! |
| 8  | Axel Jacobsen       | ZZ ! | ZZ ! | ZZ ! | ZZ ! | ZZ ! | ZZ ! | ZZ ! | ZZ ! | ZZ ! | ZZ ! | ZZ ! | ZZ ! | ZZ ! | ZZ ! | Z !  | Z !  | Z !  | Z !  |
| 9  | Wojciech Włodarczyk | Z !  | Z !  | Z !  | Z !  | Z !  | ZZ ! | Z !  | Z !  | Z !  | Z !  | Z !  | Z !  | Z !  | Z !  | Z !  | ZZ ! | ZZ ! | ZZ ! |
| 10 | Dawid Gunia         | 6 !  | 1 !  | 6 !  | 6 !  | 6 !  | 1 !  | 1 !  | 5 !  | 5 !  | 3 !  | 5 !  | 4 !  | 2 !  | 4 !  | 5 !  | 4 !  | 4 !  | 4 !  |
| 11 | Marcel Gromadowski  | 4 !  | 5 !  | 4 !  | 4 !  | 4 !  | 5 !  | 5 !  | 6 !  | 3 !  | 1 !  | 3 !  | 2 !  | 6 !  | 2 !  | 3 !  | 2 !  | 2 !  | 2 !  |
| 12 | Vladimir Čedić      | 3 !  | 4 !  | 3 !  | 3 !  | 3 !  | 4 !  | 4 !  | ZZ ! | 2 !  | 6 !  | 2 !  | 1 !  | 5 !  | 1 !  | ZZ ! | ZZ ! | ZZ ! | ZZ ! |
| 13 | Marcin Mierzejewski | L    | L    | L    | L    | L    | L    | L    | L    | L    | L    | L    | L    | L    | L    | L    | L    | L    | L    |
| 14 | Paweł Siezieniewski | 5 !  | 6 !  | 5 !  | 5 !  | 2 !  | 3 !  | 3 !  | Z !  | 1 !  | 5 !  | 1 !  | 6 !  | 4 !  | 6 !  | 1 !  | 6 !  | 6 !  | 6 !  |
| 15 | Wojciech Winnik     | Z !  | Z !  | Z !  | Z !  | ZZ ! | Z !  | Z !  | Z !  | ZZ ! | ZZ ! | ZZ ! | ZZ ! | Z !  | ZZ ! | ZZ ! | ZZ ! | Z !  | Z !  |
| 16 | Piotr Hain          | ZZ ! | Z !  | ZZ ! | ZZ ! | ZZ ! | Z !  | ZZ ! | 2 !  | ZZ ! | Z !  | ZZ ! | Z !  | ZZ ! | Z !  | 2 !  | 1 !  | 1 !  | 1 !  |

– – zawodnicy w wyjściowym ustawieniu (cyfra oznacza strefę, w której rozpoczynali mecz)

 – zawodnicy wchodzący na zmiany

L – libero

#### W drugiej fazie i fazie playoff
| Nr | Imię i nazwisko     | 1    | 2    | 3    | 4    | 5    | 6    | P1   | P2   | P3   | P4   |
| -- | ------------------- | ---- | ---- | ---- | ---- | ---- | ---- | ---- | ---- | ---- | ---- |
| 2  | Samuel Tuia         | 3 !  | 3 !  | 3 !  | 3 !  | 3 !  | 3 !  | 3 !  | 3 !  | 3 !  | 3 !  |
| 4  | Kert Toobal         | 5 !  | 5 !  | 5 !  | 5 !  | 5 !  | 5 !  | 5 !  | 5 !  | Z !  | 5 !  |
| 5  | Tomasz Tomczyk      | Z !  | Z !  | ZZ ! | Z !  | Z !  | Z !  | Z !  | ZZ ! | ZZ ! | Z !  |
| 6  | Wojciech Ferens     | ZZ ! | ZZ ! | ZZ ! | ZZ ! | Z !  | Z !  | ZZ ! | ZZ ! | ZZ ! | ZZ ! |
| 8  | Axel Jacobsen       | ZZ ! | ZZ ! | ZZ ! | Z !  | Z !  | ZZ ! | ZZ ! | Z !  | 5 !  | Z !  |
| 9  | Wojciech Włodarczyk | ZZ ! | ZZ ! | ZZ ! | ZZ ! | ZZ ! | ZZ ! | ZZ ! | ZZ ! | ZZ ! | ZZ ! |
| 10 | Dawid Gunia         | 4 !  | 4 !  | 4 !  | 4 !  | 4 !  | 4 !  | 4 !  | 4 !  | 4 !  | 4 !  |
| 11 | Marcel Gromadowski  | 2 !  | 2 !  | 2 !  | 2 !  | 2 !  | 2 !  | 2 !  | 2 !  | Z !  | 2 !  |
| 12 | Vladimir Čedić      | ZZ ! | ZZ ! | ZZ ! | ZZ ! | ZZ ! | ZZ ! | ZZ ! | ZZ ! | ZZ ! | ZZ ! |
| 13 | Marcin Mierzejewski | L    | L    | L    | L    | L    | L    | L    | L    | L    | L    |
| 14 | Paweł Siezieniewski | 6 !  | 6 !  | 6 !  | 6 !  | 6 !  | 6 !  | 6 !  | 6 !  | 6 !  | 6 !  |
| 15 | Wojciech Winnik     | Z !  | ZZ ! | ZZ ! | Z !  | Z !  | Z !  | ZZ ! | Z !  | 2 !  | Z !  |
| 16 | Piotr Hain          | 1 !  | 1 !  | 1 !  | 1 !  | 1 !  | 1 !  | 1 !  | 1 !  | 1 !  | 1 !  |

– – zawodnicy w wyjściowym ustawieniu (cyfra oznacza strefę, w której rozpoczynali mecz)

 – zawodnicy wchodzący na zmiany

L – libero

## Mecze w Pucharze Polski

### Runda VI
| 22 grudnia 2010 | Indykpol AZS UWM Olsztyn | 0:3 (20:25, 14:25, 16:25) | AZS Politechnika Warszawska | Hala OCSiR, Ostróda                                  |  |
| 18:00           | Wojciech Winnik 7 pkt    | statystyki raport         | Michał Kubiak 16 pkt        | Sędziowie: Krzysztof Szmydyński i Maciej Maciejewski |  |

## Statystyki
Statystyki obejmują mecze rozegrane w ramach PlusLigi w sezonie 2010/2011. Pierwsza tabela przedstawia osiągnięcia zawodników w poszczególnych elementach na tle całej drużyny na przestrzeni całego sezonu. Pozostałe tabele przedstawiają indywidualne osiągnięcia zawodników w wybranych rankingach na tle wszystkich zawodników z pozostałych drużyn w trakcie pierwszej i drugiej fazy rozgrywek.

### Cała drużyna
| Nr           | Zawodnik            | Roz. sety | PUNKTY | PUNKTY | PUNKTY | ZAGRYWKA | ZAGRYWKA | ZAGRYWKA | ZAGRYWKA | ZAGRYWKA | PRZYJĘCIE | PRZYJĘCIE | PRZYJĘCIE | PRZYJĘCIE | PRZYJĘCIE | PRZYJĘCIE | ATAK | ATAK | ATAK | ATAK | ATAK | ATAK | BLOK | BLOK | BLOK |
| Nr           | Zawodnik            | Roz. sety | Suma   | ZP1    | ZPK    | Suma     | ZP       | SP       | ANS      | EZ       | Suma      | SP        | NEG       | BDB       | %BDB      | EP        | Suma | SP   | AZ   | ZPA  | %A   | EA   | SP   | ZP   | BNS  |
| ------------ | ------------------- | --------- | ------ | ------ | ------ | -------- | -------- | -------- | -------- | -------- | --------- | --------- | --------- | --------- | --------- | --------- | ---- | ---- | ---- | ---- | ---- | ---- | ---- | ---- | ---- |
| 2            | Samuel Tuia         | 106       | 333    | 240    | 93     | 367      | 23       | 49       | 0,2      | -7%      | 590       | 33        | 131       | 187       | 32%       | 26%       | 718  | 56   | 62   | 293  | 41%  | 33%  | 4    | 17   | 0,2  |
| 4            | Kert Toobal         | 110       | 43     | 14     | 29     | 385      | 7        | 13       | 0,1      | -2%      | 5         | 0         | 4         | 0         | 0%        | 0%        | 39   | 1    | 2    | 13   | 33%  | 31%  | 1    | 23   | 0,2  |
| 5            | Tomasz Tomczyk      | 36        | 43     | 36     | 7      | 66       | 0        | 6        | 0,0      | -9%      | 146       | 14        | 49        | 25        | 17%       | 8%        | 98   | 9    | 11   | 39   | 40%  | 31%  | 0    | 4    | 0,1  |
| 6            | Wojciech Ferens     | 17        | 35     | 29     | 6      | 28       | 0        | 15       | 0,0      | -54%     | 62        | 6         | 21        | 20        | 32%       | 23%       | 81   | 7    | 8    | 29   | 36%  | 27%  | 1    | 6    | 0,4  |
| 8            | Axel Jacobsen       | 20        | 11     | 2      | 9      | 38       | 4        | 8        | 0,2      | -11%     | 2         | 0         | 0         | 0         | 0%        | 0%        | 8    | 0    | 0    | 5    | 63%  | 63%  | 0    | 2    | 0,1  |
| 9            | Wojciech Włodarczyk | 26        | 1      | 1      | 0      | 1        | 0        | 1        | 0,0      | -100%    | 0         | 0         | 0         | 0         | -         | -         | 1    | 0    | 0    | 1    | 100% | 100% | 0    | 0    | 0,0  |
| 10           | Dawid Gunia         | 113       | 256    | 160    | 96     | 371      | 12       | 46       | 0,1      | -9%      | 30        | 1         | 5         | 4         | 13%       | 10%       | 288  | 18   | 20   | 170  | 59%  | 53%  | 10   | 74   | 0,7  |
| 11           | Marcel Gromadowski  | 100       | 468    | 328    | 140    | 339      | 21       | 74       | 0,2      | -16%     | 2         | 0         | 0         | 1         | 50%       | 50%       | 871  | 85   | 115  | 395  | 45%  | 36%  | 1    | 53   | 0,5  |
| 12           | Vladimir Čedić      | 44        | 90     | 60     | 30     | 161      | 3        | 15       | 0,1      | -7%      | 2         | 0         | 1         | 0         | 0%        | 0%        | 116  | 8    | 9    | 62   | 53%  | 47%  | 3    | 25   | 0,6  |
| 13           | Marcin Mierzejewski | 114       | 1      | 1      | 0      | 0        | 0        | 0        | 0,0      | -        | 662       | 39        | 134       | 247       | 37%       | 31%       | 1    | 0    | 0    | 1    | 100% | 100% | 0    | 0    | 0,0  |
| 14           | Paweł Siezieniewski | 112       | 293    | 190    | 103    | 332      | 9        | 62       | 0,1      | -16%     | 708       | 49        | 161       | 261       | 37%       | 30%       | 601  | 54   | 81   | 236  | 39%  | 30%  | 5    | 48   | 0,4  |
| 15           | Wojciech Winnik     | 36        | 95     | 69     | 26     | 88       | 5        | 16       | 0,1      | -13%     | 0         | 0         | 0         | 0         | -         | -         | 200  | 21   | 20   | 81   | 41%  | 30%  | 1    | 9    | 0,3  |
| 16           | Piotr Hain          | 75        | 122    | 83     | 39     | 313      | 11       | 20       | 0,1      | -3%      | 12        | 0         | 2         | 7         | 58%       | 58%       | 156  | 8    | 4    | 85   | 54%  | 49%  | 2    | 26   | 0,3  |
| Cała drużyna | Cała drużyna        | 114       | 1791   | 578    | 1213   | 2489     | 95       | 325      | 0,8      | -9%      | 2221      | 142       | 508       | 752       | 34%       | 27%       | 3178 | 267  | 332  | 1410 | 44%  | 36%  | 28   | 287  | 2,5  |

### Ranking "Punkty na set"
| Poz. | Zawodnik            | Specjalność  | Drużyna                  | Roz. mecze | Roz. sety | Punkty | Zdobyte punkty po kontrze | Punkty na set |
| ---- | ------------------- | ------------ | ------------------------ | ---------- | --------- | ------ | ------------------------- | ------------- |
| 1    | Gyorgy Grozer       | atakujący    | Asseco Resovia Rzeszów   | 24         | 93        | 433    | 178                       | 4,64          |
| 2    | Marcel Gromadowski  | atakujący    | Indykpol AZS UWM Olsztyn | 24         | 86        | 396    | 119                       | 4,51          |
| 3    | Bartosz Janeczek    | atakujący    | Tytan AZS Czestochowa    | 28         | 110       | 463    | 130                       | 4,35          |
| 20   | Samuel Tuia         | przyjmujący  | Indykpol AZS UWM Olsztyn | 23         | 88        | 265    | 72                        | 3,1           |
| 26   | Paweł Siezieniewski | przyjmujący  | Indykpol AZS UWM Olsztyn | 24         | 93        | 242    | 83                        | 2,65          |
| 34   | Dawid Gunia         | środkowy     | Indykpol AZS UWM Olsztyn | 24         | 94        | 210    | 75                        | 2,32          |
| 41   | Wojciech Winnik     | atakujący    | Indykpol AZS UWM Olsztyn | 21         | 26        | 56     | 13                        | 2,2           |
| 48   | Vladimir Čedić      | środkowy     | Indykpol AZS UWM Olsztyn | 14         | 44        | 90     | 30                        | 2,05          |
| 69   | Piotr Hain          | środkowy     | Indykpol AZS UWM Olsztyn | 24         | 56        | 96     | 31                        | 1,73          |
| 83   | Wojciech Ferens     | przyjmujący  | Indykpol AZS UWM Olsztyn | 24         | 17        | 35     | 6                         | 1,17          |
| 89   | Tomasz Tomczyk      | przyjmujący  | Indykpol AZS UWM Olsztyn | 24         | 32        | 36     | 6                         | 1,06          |
| 105  | Kert Toobal         | rozgrywający | Indykpol AZS UWM Olsztyn | 24         | 95        | 38     | 25                        | 0,42          |
| 111  | Axel Jacobsen       | rozgrywający | Indykpol AZS UWM Olsztyn | 9          | 11        | 4      | 4                         | 0,35          |
| 125  | Wojciech Włodarczyk | rozgrywający | Indykpol AZS UWM Olsztyn | 24         | 26        | 1      | 0                         | 0,02          |

### Ranking "Przyjęcie na set"
| Poz. | Zawodnik            | Specjalność | Drużyna                  | Roz. mecze | Roz. sety | Bardzo dobre | Bardzo dobre na set |
| ---- | ------------------- | ----------- | ------------------------ | ---------- | --------- | ------------ | ------------------- |
| 1    | Adam Swaczyna       | libero      | Fart Kielce              | 14         | 50        | 133          | 2,66                |
| 2    | Michał Dębiec       | libero      | Tytan AZS Czestochowa    | 28         | 108       | 281          | 2,61                |
| 3    | Paweł Zatorski      | libero      | PGE Skra Belchatów       | 28         | 106       | 273          | 2,56                |
| 4    | Paweł Siezieniewski | przyjmujący | Indykpol AZS UWM Olsztyn | 24         | 93        | 224          | 2,34                |
| 8    | Samuel Tuia         | przyjmujący | Indykpol AZS UWM Olsztyn | 23         | 88        | 161          | 2                   |
| 9    | Marcin Mierzejewski | libero      | Indykpol AZS UWM Olsztyn | 24         | 98        | 187          | 1,91                |
| 51   | Tomasz Tomczyk      | przyjmujący | Indykpol AZS UWM Olsztyn | 24         | 32        | 23           | 0,69                |
| 53   | Wojciech Ferens     | przyjmujący | Indykpol AZS UWM Olsztyn | 24         | 17        | 20           | 0,67                |
| 65   | Piotr Hain          | środkowy    | Indykpol AZS UWM Olsztyn | 24         | 56        | 3            | 0,06                |
| 82   | Dawid Gunia         | środkowy    | Indykpol AZS UWM Olsztyn | 24         | 94        | 1            | 0,01                |

### Ranking "Blok na set"
| Poz. | Zawodnik             | Specjalność  | Drużyna                  | Roz. mecze | Roz. sety | Zdobycie punktu blokiem | Blok na set |
| ---- | -------------------- | ------------ | ------------------------ | ---------- | --------- | ----------------------- | ----------- |
| 1    | Piotr Nowakowski     | środkowy     | Tytan AZS Czestochowa    | 28         | 111       | 90                      | 0,81        |
| 2    | Miłosz Zniszczoł     | środkowy     | Fart Kielce              | 24         | 87        | 68                      | 0,78        |
| 3    | Bartosz Gawryszewski | środkowy     | Jastrzebski Wegiel       | 24         | 90        | 67                      | 0,74        |
| 9    | Dawid Gunia          | środkowy     | Indykpol AZS UWM Olsztyn | 24         | 94        | 60                      | 0,64        |
| 13   | Vladimir Čedić       | środkowy     | Indykpol AZS UWM Olsztyn | 14         | 44        | 25                      | 0,57        |
| 17   | Marcel Gromadowski   | atakujący    | Indykpol AZS UWM Olsztyn | 24         | 86        | 46                      | 0,53        |
| 31   | Paweł Siezieniewski  | przyjmujący  | Indykpol AZS UWM Olsztyn | 24         | 93        | 37                      | 0,4         |
| 33   | Piotr Hain           | środkowy     | Indykpol AZS UWM Olsztyn | 24         | 56        | 22                      | 0,39        |
| 37   | Wojciech Ferens      | przyjmujący  | Indykpol AZS UWM Olsztyn | 24         | 17        | 6                       | 0,35        |
| 75   | Kert Toobal          | rozgrywający | Indykpol AZS UWM Olsztyn | 24         | 95        | 20                      | 0,21        |
| 93   | Samuel Tuia          | przyjmujący  | Indykpol AZS UWM Olsztyn | 23         | 88        | 13                      | 0,15        |
| 103  | Wojciech Winnik      | atakujący    | Indykpol AZS UWM Olsztyn | 21         | 26        | 3                       | 0,12        |
| 110  | Tomasz Tomczyk       | przyjmujący  | Indykpol AZS UWM Olsztyn | 24         | 32        | 3                       | 0,09        |
| 111  | Axel Jacobsen        | rozgrywający | Indykpol AZS UWM Olsztyn | 9          | 11        | 1                       | 0,09        |

### Ranking "Zagrywka na set"
| Poz. | Zawodnik            | Specjalność  | Drużyna                     | Roz. mecze | Roz. sety | Zagrywka punktowa | Średnia ilość asów na set |
| ---- | ------------------- | ------------ | --------------------------- | ---------- | --------- | ----------------- | ------------------------- |
| 1    | Mariusz Wlazły      | atakujący    | PGE Skra Belchatów          | 24         | 82        | 36                | 0,46                      |
| 2    | Michał Kubiak       | przyjmujący  | AZS Politechnika Warszawska | 25         | 97        | 41                | 0,4                       |
| 3    | Grzegorz Pająk      | rozgrywający | Jastrzebski Wegiel          | 23         | 42        | 11                | 0,38                      |
| 30   | Samuel Tuia         | przyjmujący  | Indykpol AZS UWM Olsztyn    | 23         | 88        | 17                | 0,2                       |
| 33   | Marcel Gromadowski  | atakujący    | Indykpol AZS UWM Olsztyn    | 24         | 86        | 19                | 0,18                      |
| 50   | Piotr Hain          | środkowy     | Indykpol AZS UWM Olsztyn    | 24         | 56        | 8                 | 0,14                      |
| 57   | Dawid Gunia         | środkowy     | Indykpol AZS UWM Olsztyn    | 24         | 94        | 10                | 0,12                      |
| 57   | Axel Jacobsen       | rozgrywający | Indykpol AZS UWM Olsztyn    | 9          | 11        | 2                 | 0,12                      |
| 85   | Vladimir Čedić      | środkowy     | Indykpol AZS UWM Olsztyn    | 14         | 44        | 3                 | 0,07                      |
| 92   | Paweł Siezieniewski | przyjmujący  | Indykpol AZS UWM Olsztyn    | 24         | 93        | 7                 | 0,06                      |
| 96   | Kert Toobal         | rozgrywający | Indykpol AZS UWM Olsztyn    | 24         | 95        | 7                 | 0,05                      |
| 103  | Wojciech Winnik     | atakujący    | Indykpol AZS UWM Olsztyn    | 21         | 26        | 1                 | 0,03                      |

### Ranking "Atak na set"
| Poz. | Zawodnik            | Specjalność  | Drużyna                  | Zdobyte punkty atakiem | Zdobyte punkty atakiem na set |
| ---- | ------------------- | ------------ | ------------------------ | ---------------------- | ----------------------------- |
| 1    | Bartosz Janeczek    | atakujący    | Tytan AZS Czestochowa    | 410                    | 3,88                          |
| 2    | Marcel Gromadowski  | atakujący    | Indykpol AZS UWM Olsztyn | 332                    | 3,85                          |
| 2    | Gyorgy Grozer       | atakujący    | Asseco Resovia Rzeszów   | 356                    | 3,85                          |
| 18   | Samuel Tuia         | przyjmujący  | Indykpol AZS UWM Olsztyn | 235                    | 2,73                          |
| 26   | Paweł Siezieniewski | przyjmujący  | Indykpol AZS UWM Olsztyn | 198                    | 2,2                           |
| 31   | Wojciech Winnik     | atakujący    | Indykpol AZS UWM Olsztyn | 52                     | 2,05                          |
| 49   | Dawid Gunia         | środkowy     | Indykpol AZS UWM Olsztyn | 140                    | 1,53                          |
| 55   | Vladimir Čedić      | środkowy     | Indykpol AZS UWM Olsztyn | 62                     | 1,41                          |
| 69   | Piotr Hain          | środkowy     | Indykpol AZS UWM Olsztyn | 66                     | 1,19                          |
| 82   | Wojciech Ferens     | przyjmujący  | Indykpol AZS UWM Olsztyn | 29                     | 0,97                          |
| 83   | Tomasz Tomczyk      | przyjmujący  | Indykpol AZS UWM Olsztyn | 33                     | 0,96                          |
| 110  | Kert Toobal         | rozgrywający | Indykpol AZS UWM Olsztyn | 11                     | 0,1                           |
| 113  | Axel Jacobsen       | rozgrywający | Indykpol AZS UWM Olsztyn | 1                      | 0,06                          |
| 118  | Wojciech Włodarczyk | rozgrywający | Indykpol AZS UWM Olsztyn | 1                      | 0,02                          |